# Lake Waynoka
Lake Waynoka es un lugar designado por el censo ubicado en el condado de Brown en el estado estadounidense de Ohio. En el Censo de 2010 tenía una población de 1173 habitantes y una densidad poblacional de 94,31 personas por km².

## Geografía
Lake Waynoka se encuentra ubicado en las coordenadas 38°56′24″N 83°46′50″O / 38.94000, -83.78056. Según la Oficina del Censo de los Estados Unidos, Lake Waynoka tiene una superficie total de 12.44 km², de la cual 11.09 km² corresponden a tierra firme y (10.85%) 1.35 km² es agua.

## Demografía
Según el censo de 2010, había 1173 personas residiendo en Lake Waynoka. La densidad de población era de 94,31 hab./km². De los 1173 habitantes, Lake Waynoka estaba compuesto por el 98.64% blancos, el 0.68% eran afroamericanos, el 0% eran amerindios, el 0% eran asiáticos, el 0% eran isleños del Pacífico, el 0% eran de otras razas y el 0.68% pertenecían a dos o más razas. Del total de la población el 0.77% eran hispanos o latinos de cualquier raza.